# Kwon Yeo-sun
Pour les articles homonymes, voir Kwon (homonymie).
Kweon Yeo-seon (en hangeul : 권여선), née en 1965 à Andong dans la province de Gyeongsang du Nord, est une écrivaine sud-coréenne. 

## Biographie
Kweon Yeo-seon est née à Andong, dans la province de Gyeongsangbuk-do en 1965. Elle connaît des débuts littéraires brillants dès 1996 quand sa nouvelle Une fente bleu azur (Pureureun teumsae) se voit récompensée du prix littéraire Sangsang. À cette période, les nouvelles ayant pour thème la démocratisation de la Corée du Sud étaient majoritaires. 

## Œuvre
Les récits de Kweon Yeo-seon ne sont pas considérés comme conventionnels tant au niveau de la forme que du fond. C'est la raison pour laquelle elle a parfois la réputation d'une auteure difficile d'accès. 
Son premier récit, Une fente bleu azur (Pureureun teumsae), fut considéré comme l'un des récits les plus extraordinaires de la littérature coréenne du début des années 1990. Huit ans après la publication de cette première nouvelle, Kweon publie un recueil de nouvelles intitulé La jupe de vierge (Cheonyeo chima). Ce recueil traite d'individus en désarroi qui, à travers des destins tragiques, en viennent à une totale résignation. Les personnages sont pour la plupart des personnes handicapées par des relations que la société n'accepte pas, comme des cas d'adultère ou des relations homosexuelles. Incapables de surmonter leur situation, les personnages voient le plus souvent leurs relations s'effondrer. Dans son troisième recueil, Les jours du ruban rose (Bunhong ribonui sijeol), les personnages sont généralement des gens qui ont échoué dans leur vie. Ce sont des personnes qui ont souvent des défauts sur le plan physique ou au niveau de leur personnalité. Dans ces récits, les personnages n'échouent pas en raison d'influences extérieures, mais à cause de leurs propres défauts ou de leur malchance.

## Distinctions
- 1996 : 제2회 상상문학상 (Prix littéraire Sangsang)
- 2007 : 제15회 오영수문학상 (Prix littéraire O Myeong-su)
- 2008 : 제32회 이상문학상 (Prix littéraire Yi Sang)
- 2012 : 제45회 한국일보문학상 (Prix littéraire Hankook-Ilbo)
- 2013 : 제2회 EBS 라디오 문학상 우수상 (Prix littéraire EBS Radio)